# 三宅亜依
三宅 亜依（みやけ あい、2月27日 - ）は、日本の女性声優。大阪府出身。プロダクション・エースに預かり所属していた。

## 出演作品

### 吹き替え
- アクシデント・カップル（チャ・ヨンギョン）

### Mebアニメ
- ハニー東京

### ゲーム
- ヴァルハラナイツ2
- ぼくは航空管制官東京ビッグウィング

### ナレーション
- ピンクのリップスティック DVDボックスCM